# BinX
A BinX Zrt. egy magyar fintech, vagyis jellemzően online megoldásokat alkalmazó pénzügyi szolgáltató cég (neobank), melyet 2020-ban hoztak létre a Számlázz.hu alapítói. A szolgáltatásukat 2024-ben indították, mely elsősorban a kis- és középvállalatok pénzügyeinek digitális támogatása köré épül.
A céget magyar magánszemély befektetők indították, a Számlázz.hu digitális számlázási platform sikerén alapulva, röviddel azután, hogy az EU 2018-ban elfogadta a PSD2 irányelvet, ezzel lehetőséget nyitva a bankokon kívüli pénzügyi szolgáltatóknak a piacon megjelenésre. Az irányelv egy másik fontos újdonsága, hogy meghatározott az elektronikus pénzt kibocsájtó és kezelő cégekre vonatkozó specifikus szabályokat is, amik az EU 2009/110/EK irányelvére épülnek. Az alapítók az ezen irányelvek alapján megjelent hazai jogszabályokra építve egy modern, a magyar pénzügyi rendszerrel együttműködő és költséghatékony fizetési szolgáltatót hoztak létre. A nyílt bankolás rendszerének 2019-es magyarországi indulását követően alakult a cég is.
A tesztüzem 2023 végén indult, a nyilvános szolgáltatás 2024. június 6-tól elérhető.

## Működése
A BinX a bankoktól – és a legtöbb fintech cégtől – jelentősen eltérő módon oldja meg a magyar jogszabályoknak megfelelő „bankszámlaszerű” működést: a cég hivatalosan elektronikus pénzt bocsájt ki, ezen keresztül végzi a műveleteket. Az ügyfeleinek sem „számlapénzt” vezet, hanem nyilván tartja a rendelkezésükre álló elektronikus pénzállományt. Az ügyfelek közötti forgalmat így nem bankszámlapénzben, hanem elektronikus pénzben bonyolítják (ennek nincs külön neve, értéke 1:1 arányban a forinthoz kötött). A külső utalások esetében először átváltják az ügyfél elektronikus pénzét bankszámlapénzre és azt utalják át; illetve beérkező utalások esetében a beérkező összeget azonnal elektronikus pénzre váltják és az ügyfélnek jóváírják. 
Mivel hivatalosan jegyzett pénzügyi szolgáltatóról van szó, így részei a magyar bankrendszernek és magyar bankszámlaszámokat biztosítanak.
2025. márciusig bevezető áron vehetők igénybe a cég szolgáltatásai, de a 2025. január 2-án kihirdetett végleges árstruktúra is jelentősen kedvezőbb a kereskedelmi bankokéhoz képest.

## Összehasonlítása a kereskedelmi bankokkal
Az ügyfél szempontjából látható különbség az, hogy a cégnek nagyon erős online szolgáltatásai vannak, viszont nincsenek fizikai irodái. Az online szolgáltatás hatalmas előnye a teljes és gyors online számlanyitás (melyben automatikusan lekérik a bankközi- és állami nyilvántartásból a cégadatokat, és azt nem kell papíron bemutatni), a modern applikáció és webes elérés, illetve más online pénzügyi szolgáltatásokkal való kapcsolódás. Az induló időszakban majdnem minden szolgáltatás vagy ingyenes, vagy igen alacsony díjú.
A kereskedelmi bankokkal szemben csak alapszolgáltatások érhetőek el: számlavezetés forint pénznemben és belföldi utalások, illetve bankkártya. Nincsenek hitel- vagy betéti szolgáltatások, befektetések.
Csak az alábbi cégformák számára érhető el:
- egyéni vállalkozók,
- egyéni cégek,
- betéti társaságok,
- közkereseti társaságok,
- korlátolt felelősségű társaságok, és
- részvénytársaságok.

## Külső hivatkozások
- Hivatalos weblap